# Anke Borchmann
Anke Borchmann (* 23. Juni 1954 in Neukalen als Anke Grünberg) ist eine ehemalige Ruderin aus der DDR. Sie war Olympiasiegerin und zweifache Weltmeisterin.
1974 wurde sie unter ihrem Geburtsnamen erstmals DDR-Meisterin im Doppelvierer und belegte im Doppelzweier den dritten Platz.
Bei den Ruder-Weltmeisterschaften 1975 gewann sie im Doppelvierer den Titel. Bei den Olympischen Spielen 1976 in Montreal gewann sie zusammen mit Roswietha Zobelt, Jutta Lau, Viola Poley und Steuerfrau Liane Weigelt olympisches Gold im Doppelvierer. 1977 gewann sie bei den Weltmeisterschaften zusammen mit Roswietha Zobelt den Wettbewerb im Doppelzweier. 1976 wurde sie für den Olympiasieg in Montreal mit dem Vaterländischen Verdienstorden in Silber ausgezeichnet.
Die Ruderin der SG Einheit Potsdam wurde von Barbara Müller trainiert. Nach ihrer Karriere arbeitete sie bei der NVA. Nach der Wiedervereinigung wurde ihr Arbeitsverhältnis von der Wasserschutzpolizei übernommen.